# Gérard Labrot
Gérard Labrot, né le 7 juillet 1936 à Bergerac (Dordogne) et mort le 11 février 2018 à Sassenage, est un historien français, spécialiste de l'histoire italienne à l'époque moderne.

## Biographie
Ancien élève de l'École normale supérieure (promotion 1958), agrégé d'histoire, Gérard Labrot est membre de l’École française de Rome (1963-1966). Il devient ensuite chargé de cours à l'université de Naples, puis à l'université de Turin. Il soutient sa thèse sur l'image de Rome à l'université Paris I en 1976 et est ensuite nommé professeur à l'université de Grenoble II.

## Publications
- Le Palais Farnese de Caprarola : essai de lecture, Paris, Klincksieck, 1970
- Un instrument polémique, l'image de Rome au temps du schisme, 1534-1667, Paris, Champion, 1978
- Baroni in città : residenze e comportamenti dell'aristocrazia napoletana, 1530-1734, Naples, Società editrice napoletana, 1979 (avec une préface de Giuseppe Galasso)
- L'Image de Rome : une arme pour la Contre-Réforme : 1534-1677, Seyssel, Champ Vallon, 1987 (avec un avant-propos de Louis Marin).
- Collections of paintings in Naples 1600-1780, Münich ; London ; New York [etc.] : K. G. Saur, 1992, XIII-790 p.
- Études napolitaines : villages, palais, collections : XVIe – XVIIIe siècle, Seyssel, Champ Vallon, 1993.
- Quand l’histoire murmure: villes et campagnes du royaume de Naples, XVIe – XVIIIe siècle, Rome, École française de Rome, 1995
- Palazzi napoletani : storie di nobili e cortigiani 1520-1750, Naples, Electa Napoli, 1995
- Roma caput mundi : l'immagine barocca della città santa, 1534-1677, Naples, Electa, 1997
- Sisyphes chrétiens : la longue patience des évêques bâtisseurs du Royaume de Naples, 1590-1760, Seyssel, Champ vallon, 1999
- Peinture et société à Naples : XVIe – XVIIIe siècle, commandes, collections, marchés, Seyssel, Champ Vallon, 2010 (avec une préface de Maurice Aymard)